# Скоропадский, Павел Петрович
Па́вел Петро́вич Скоропа́дский (дореф. Павелъ Петровичъ Скоропадскій, укр. Павло́ Петро́вич Скоропа́дський; 3 [15] мая 1873, Висбаден, Пруссия — 26 апреля 1945, Меттен, Бавария) —
генерал-лейтенант Русской императорской армии, после революции 1917 года — украинский военный и политический деятель, гетман всея Украины с 29 апреля по 14 декабря 1918 года.

## Биография
Из потомственных дворян Полтавской губернии рода Скоропадских, к которому принадлежал гетман Войска Запорожского Иван Скоропадский. Православного вероисповедания. Крупный землевладелец Полтавской и Черниговской губерний.
Сын отставного полковника Кавалергардского полка, стародубского уездного предводителя дворянства Скоропадского Петра Ивановича (1834—1885) и его жены Марии Андреевны (1839—1900), дочери фарфорозаводчика А. М. Миклашевского. Внук богатого прилукского помещика и мецената, предводителя дворянства, надворного советника Скоропадского Ивана Михайловича (1805—1887).
До пятилетнего возраста жил с матерью и родными в Висбадене (Германия), затем — в родовом имении на Украине, в Тростянце. В двенадцатилетнем возрасте остался без отца.
Учился в гимназии в Стародубе. В 1886 году был принят в Пажеский корпус в Санкт-Петербурге. В 1891 году переведен в младший специальный класс. 13 октября 1892 года произведен в камер-пажи.

### Русский офицер
По окончании, по 1-му разряду, курса наук в Пажеском корпусе, 7 августа 1893 года произведен в корнеты и определён на службу в Кавалергардский полк.

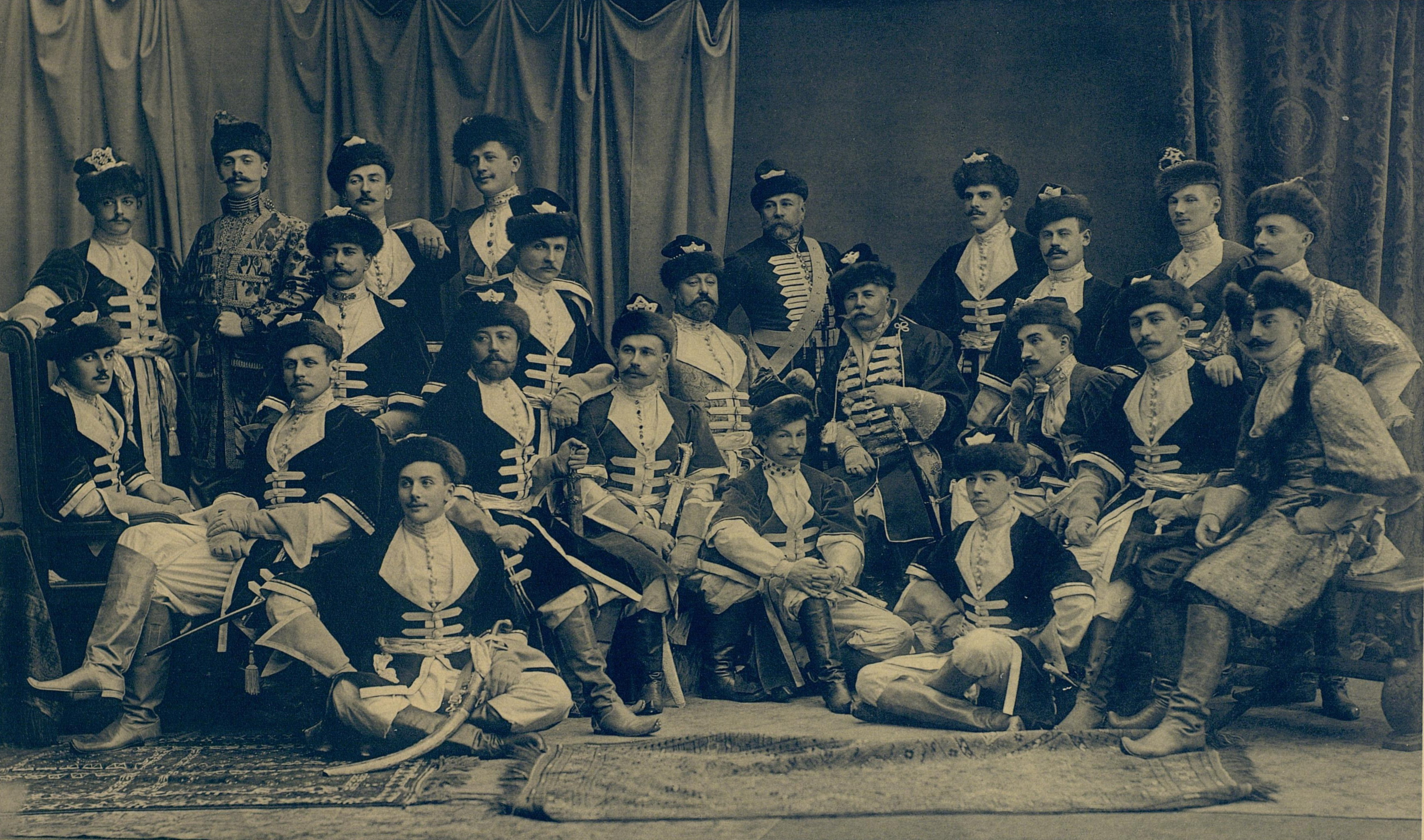
П. П. Скоропадский (стоит левее центра) в группе офицеров Кавалергардского полка на Костюмированном балу 1903 года

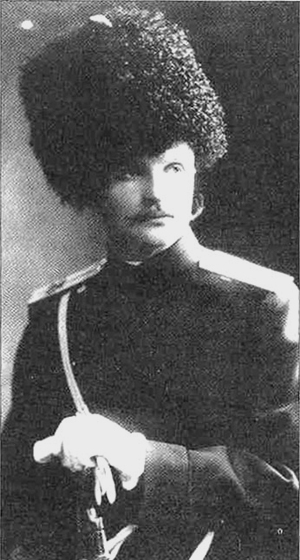
Есаул Павел Скоропадский, 1904 год

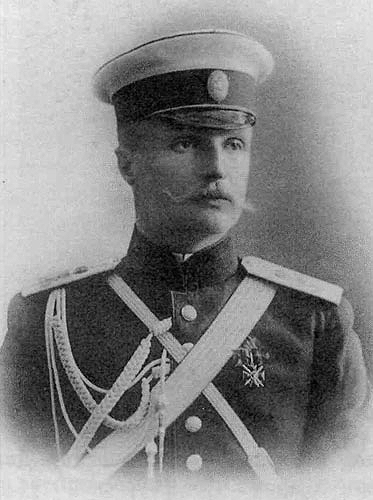
Павел Скоропадский, 1906 год

1 декабря 1896 года назначен полковым адъютантом, а 17 апреля 1897 года утверждён также заведующим полковой школой солдатских детей. В 1897 году был произведен в поручики гвардии, в 1901 году, за выслугу лет, — в штабс-ротмистры гвардии (со старшинством с 07.08.1901).
Участник русско-японской войны. С началом войны 7 марта 1904 года отчислен от занимаемой должности полкового адъютанта и 15 марта переведен в 3-й Верхнеудинский полк Забайкальского казачьего войска, с переименованием в есаулы. По прибытии на театр военных действий, 1 мая 1904 года назначен адъютантом к начальнику Восточного отряда графу Келлеру, а после его смерти командовал сотней во 2-м Читинском казачьем полку. В июне 1905 года был назначен адъютантом к Главнокомандующему сухопутными и морскими вооружёнными силами, действующими против Японии, генералу Н. П. Линевичу, с переименованием в ротмистры и с зачислением по армейской кавалерии.
За боевые отличия был награждён пятью орденами, в том числе орденом Святой Анны 4-й степени с надписью «За храбрость», и Золотым оружием с надписью «За храбрость».
По окончании войны, 25 ноября 1905 года переведён обратно в кавалергарды прежним чином штабс-ротмистра гвардии. 9 декабря 1905 года назначен флигель-адъютантом к Его Императорскому Величеству. 19 декабря 1905 года назначен командиром лейб-эскадрона Кавалергардского полка.
14 января 1906 года, за выслугу лет, произведен в ротмистры гвардии, 6 декабря 1906 года — из ротмистров в полковники (на вакансию).
В 1908 году, в Санкт-Петербурге, окончил (с отличием) курс Офицерской кавалерийской школы.
4 сентября 1910 года назначен командиром 20-го драгунского Финляндского полка, с оставлением флигель-адъютантом.
15 апреля 1911 года назначен командующим Лейб-гвардии Конным полком, с оставлением флигель-адъютантом, а 25 марта 1912 года произведен в генерал-майоры с утверждением в должности и с зачислением в Свиту Его Императорского Величества.

### Первая мировая война
Участник Первой мировой войны. В войну вступил командиром Лейб-гвардии Конного полка. Участвовал в походе в Восточную Пруссию. Был удостоен ордена Святого Георгия 4-й степени
… за то, что руководя в бою 6-го августа под Краупишкеном центром боевого порядка, несмотря на жестокий артиллерийский и ружейный огонь противника, захватил часть позиции противника и удержал её, не допустив даже немцев отойти без огромных потерь, чем значительно способствовал окончательному успеху.
3 октября 1914 года был назначен командиром 1-й бригады 1-й гвардейской кавалерийской дивизии. В том же году командовал Сводной кавалерийской дивизией, в которую вошли 1-я бригада 1-й Гвардейской кавалерийской дивизии, батарея Лейб-гвардии Конной артиллерии и Крымский конный полк.
29 июля 1915 года назначен командующим 5-й кавалерийской дивизией с оставлением в Свите Его Величества, а 1 января 1916 года, за отличия в делах против неприятеля, произведен в генерал-лейтенанты с утверждением в занимаемой должности. 2 апреля 1916 года назначен начальником 1-й гвардейской кавалерийской дивизии, а 22 января 1917 года — командиром 34-го армейского корпуса.
После общей неудачи июньского (1917 года) наступления Русской армии и последовавшего за ним Тарнопольского прорыва австро-германских войск, командующий 8-й армией генерал Л. Г. Корнилов, сумевший в сложнейшей ситуации удержать фронт, был 7 июля назначен главнокомандующим армиями Юго-Западного фронта, а 19 июля 1917 года занял высший пост — был назначен Верховным главнокомандующим. Прежде чем принять эту должность, он оговорил условия, на которых он согласится сделать это, — одним из таких условий была реализация программы реорганизации Русской республиканской армии.
В августе 1917 года, по распоряжению Л. Г. Корнилова, с целью повышения боеспособности войск, Скоропадский приступил к «украинизации» своего корпуса. Для переформирования корпус был переведен в район Меджибожа. Русских солдат и офицеров переводили в 41-й армейский корпус, а на их место принимали из других воинских частей солдат и офицеров — украинцев.
По завершении украинизации 34-й армейский корпус был переименован в 1-й Украинский корпус (Русской республиканской армии), которым продолжал командовать Скоропадский.

### Октябрь-декабрь 1917 года

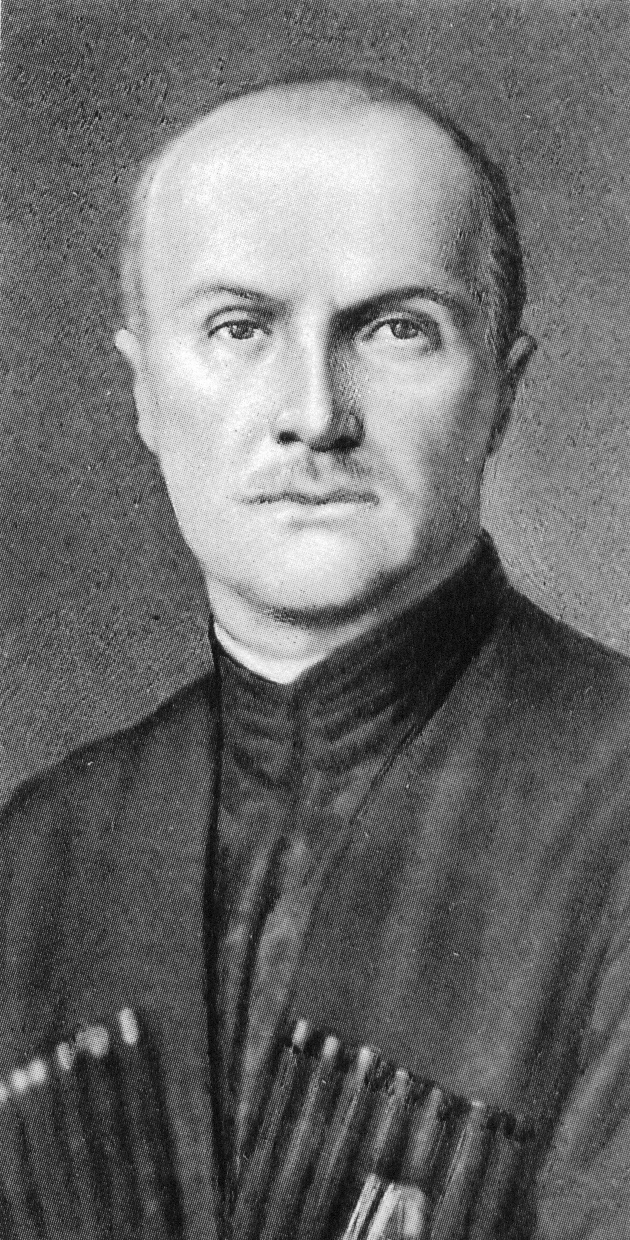
Павел Скоропадский,
1918 год

В октябре 1917 года, после прихода к власти большевиков, Скоропадский признал власть украинской Центральной рады, хотя социалистические идеи её лидеров казались ему чуждыми и неприемлемыми.
В ноябре-декабре 1917 года 1-й Украинский корпус Скоропадского реализовал разработанный начальником штаба корпуса генералом Я. В. Сафоновым план по нейтрализации «большевизированных» воинских частей Русской армии, передвигавшихся по железным дорогам с фронта в центральные губернии Советской России через Киев и угрожавших ликвидацией Центральной рады и Украинской народной республики (УНР). Подразделения корпуса заняли стратегически важные железнодорожные станции — Винницу, Жмеринку, Казатин, Бердичев, Белую Церковь, Фастов — и перекрыли большевикам путь на Киев с юга. «Красные» эшелоны перехватывались, разоружались и отправлялись в Советскую Россию в обход Киева.
Генерал Скоропадский был назначен командующим всеми войсками УНР на Правобережье Украины. Тем не менее, руководство Центральной рады и УНР продолжало относиться к Скоропадскому с предубеждением, рассматривая его как будущего соперника в борьбе за власть, не веря в то, что аристократ и один из самых состоятельных людей бывшей империи может искренне защищать интересы УНР. Обострению отношений с Центральной радой способствовала также растущая популярность Скоропадского, которого в Чигирине 6 октября 1917 года Всеукраинский съезд «вольного казачества» избрал Генеральным атаманом. Это было проявлением особого доверия и уважения и свидетельствовало о большом авторитете в массах. Рост популярности талантливого генерала, достоинство и независимость, с которыми он держался, и особенно аристократизм и материальное благополучие, раздражало верхушку УНР, открыто обвинявшую его в бонапартистских намерениях.
После отстранения Семёна Петлюры с поста генерального секретаря военных дел и назначения на его место Николая Порша отношения Скоропадского с лидерами УЦР испортились окончательно. Боевой генерал, отмеченный высшими военными наградами, не мог понять, почему актуальные проблемы организации армии решает человек, никогда не имевший к ней никакого отношения.
Все старания Скоропадского доказать необходимость существования украинской регулярной армии оказались напрасными. Корпус Скоропадского накануне зимы оказался без продовольствия, зимней одежды и обуви. Подобное отношение деморализовало бойцов, и они начали расходиться по домам. Испытывая постоянное давление со стороны руководства Центральной рады, генерал Скоропадский в канун 1918 года вынужден был подать в отставку с должности атамана — главнокомандующего войсками Центральной рады. Одновременно он оставил и должность командира 1-го Украинского корпуса. С уходом Скоропадского с должности главнокомандующего украинская армия практически развалилась.

### В оппозиции к Центральной раде

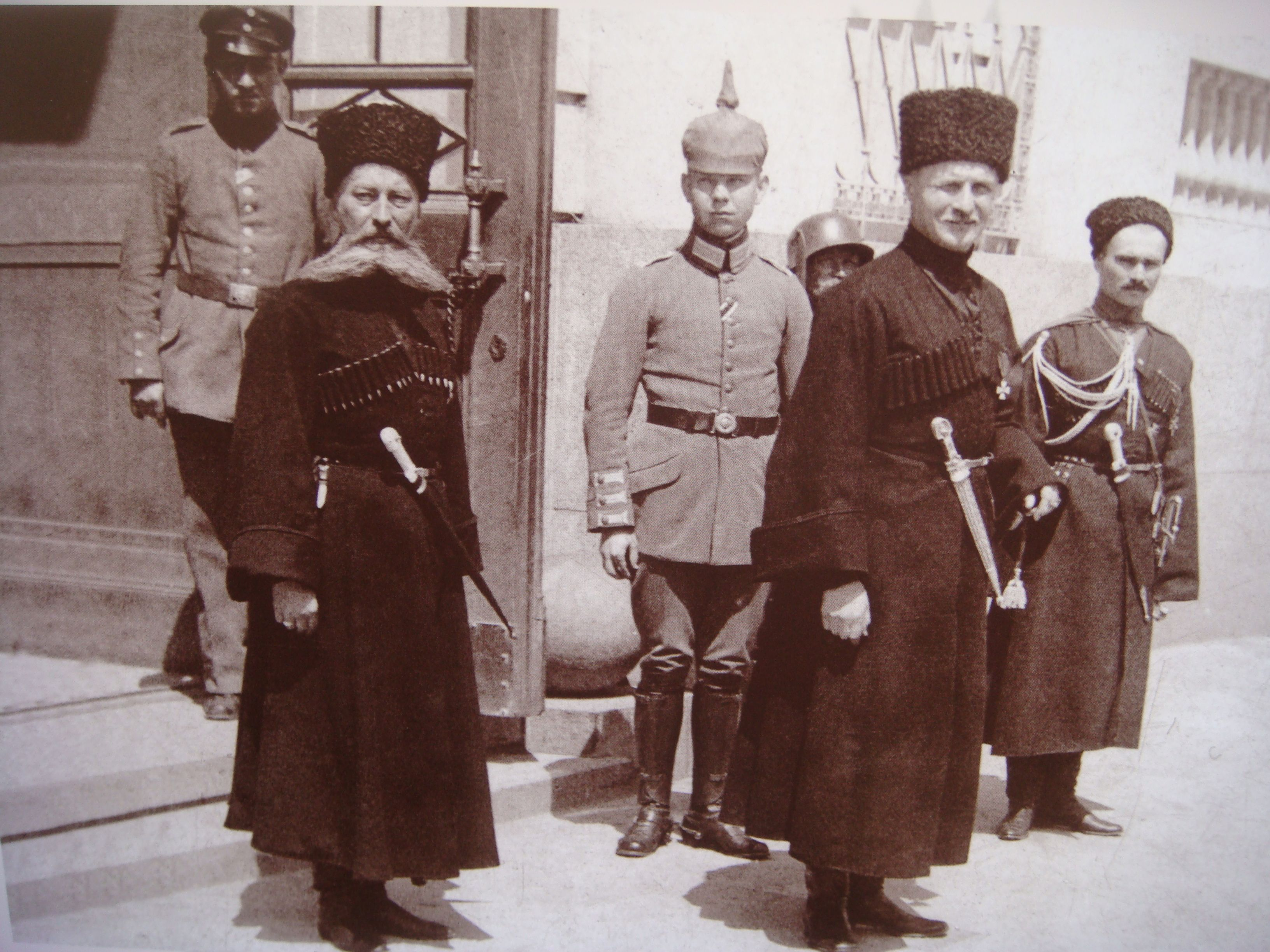
Павел Скоропадский (на переднем плане справа) и немцы. 1918 год

Вскоре после ввода на Украину оккупационных войск и восстановления власти Центральной рады, в Киеве возникла правая политическая организация «Украинская народная громада (УНГ)», объединившая в своих рядах крупных землевладельцев и бывших военных. Значительную часть членов УНГ составили старшины (офицеры) 1-го Украинского корпуса и казаки Вольного казачества, а возглавил её Павел Скоропадский. УНГ установила тесные отношения с Украинской демократическо-хлеборобской партией, Союзом земельных собственников. Руководство УНГ поставило перед собой задачу добиться смены правительственного курса. В этом их поддержало командование германских и австро-венгерских войск, разочарованное неспособностью правительства УНР обеспечить экспорт продовольствия в Германию и Австро-Венгрию.
К этому времени политика радикальных реформ Центральной рады привела к обострению аграрных противоречий. Земельный закон, принятый Центральной радой ещё в январе 1918 года и исходящий из принципа обобществления земли, не способствовал стабилизации политической ситуации в стране, так как не только накалял революционные страсти среди беднейшего крестьянства, подталкивая его к погромам помещичьих имений, но и настраивал крупных землевладельцев и зажиточных крестьян против власти.
В середине апреля германские представители провели переговоры с рядом потенциальных кандидатов на пост главы Украины. Окончательный выбор был остановлен на Павле Скоропадском. 28 апреля 1918 года германские военные разогнали Центральную раду. Группа основных министров правительства была отправлена в Лукьяновскую тюрьму.

### Гетман Украинской державы

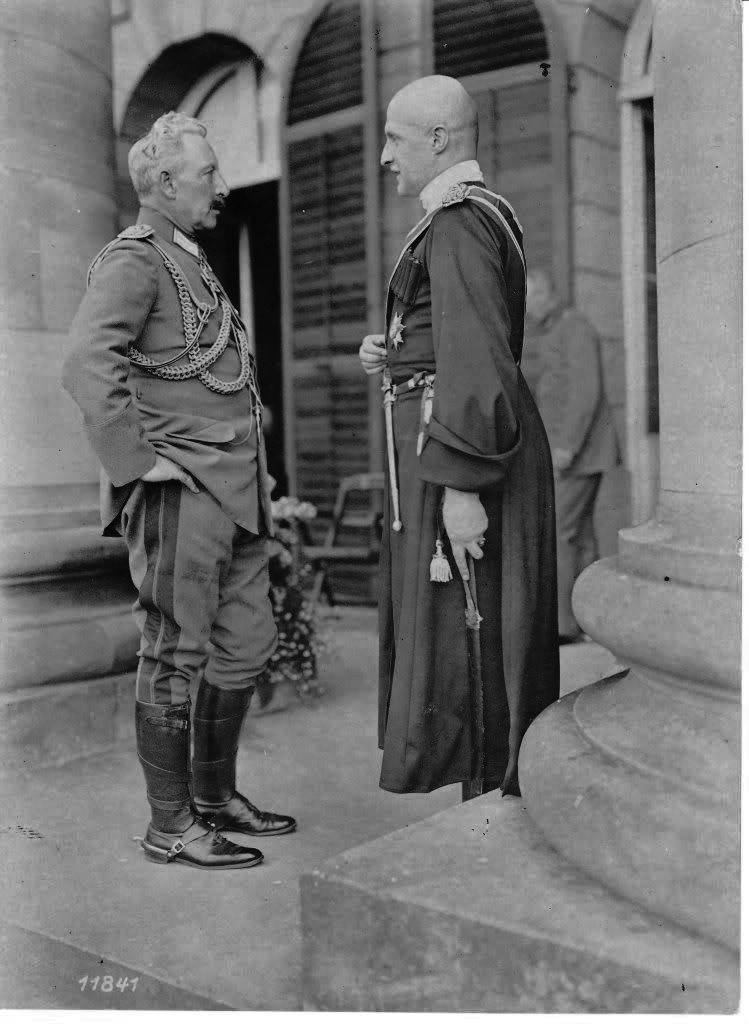
Император Германской империи Вильгельм II (слева) и гетман Скоропадский на встрече в Ставке Верховного командования в Касселе в сентябре 1918 года

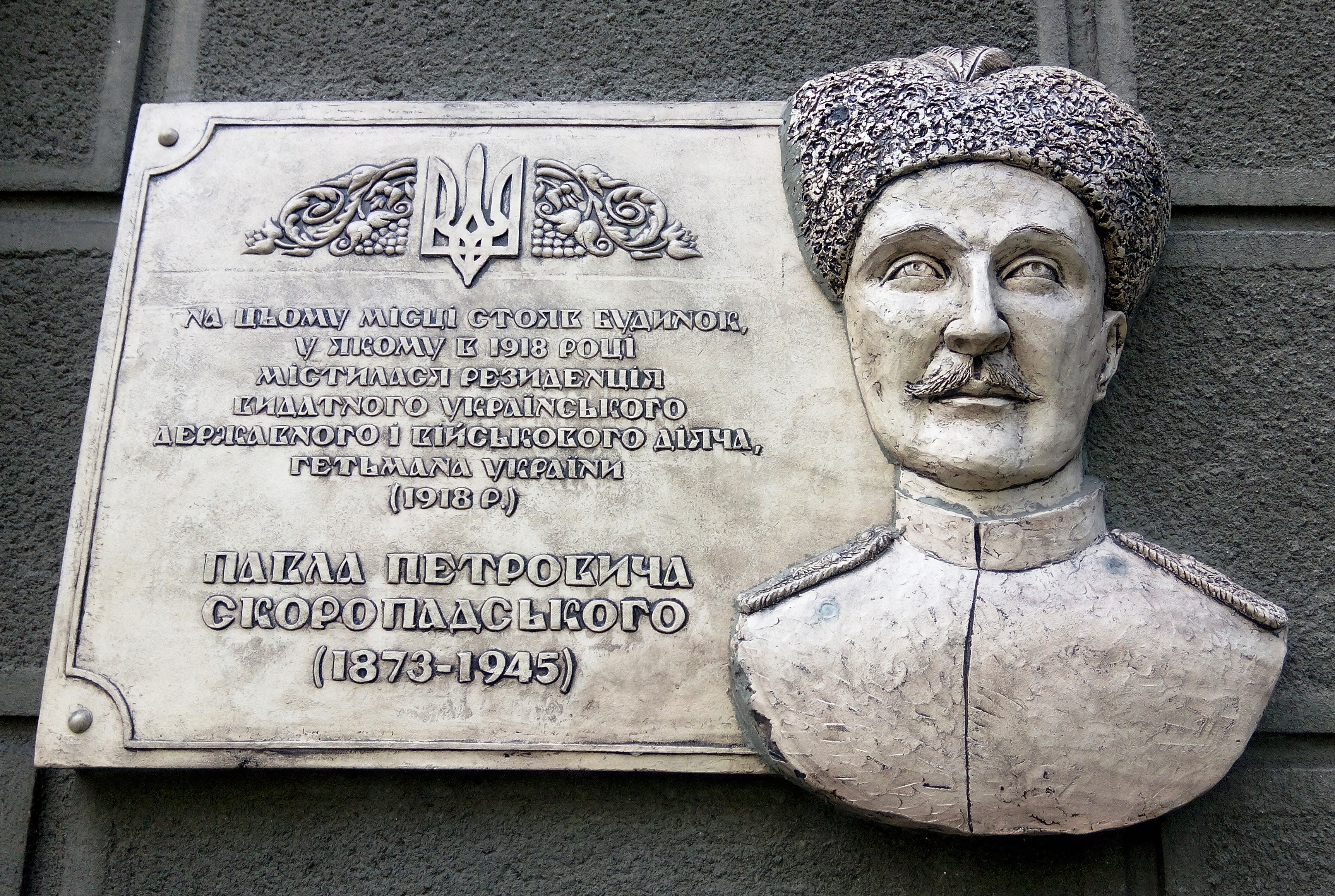
Мемориальная доска Павлу Скоропадскому на улице Институтской 20/8 в Киеве, где находилась резиденция гетмана (открыта 16 июля 2013 года)

29 апреля 1918 года на Всеукраинском съезде хлеборобов (помещиков и крупных крестьянских собственников, около 6500 делегатов) Скоропадский был провозглашён гетманом всея Украины.
Государственный переворот с утверждением власти гетмана совершился почти бескровно. В ночь на 30 апреля под контроль гетманцев перешли все важнейшие правительственные учреждения. В Киеве была распространена подписанная гетманом «Грамота ко всему украинскому народу», в которой говорилось о переходе полномочий главы государства к «гетману всей Украины» Скоропадскому, переименовании УНР в Украинскую державу, формировании исполнительного органа Украинской державы — Рады министров, восстановлении «Права частной собственности как фундамента культуры и цивилизации», объявлении свободы покупки и продажи земли.
Были приняты «Законы о временном государственном устройстве Украины», согласно которым гетман, получавший широкие полномочия во всех сферах, назначал «отамана» (председателя Совета министров), утверждал состав правительства и отправлял его в отставку, выступал высшим должностным лицом во внешнеполитических делах, верховным военачальником, имел право объявлять амнистию, а также военное или особое положение.
Гетман ликвидировал Центральную раду и её учреждения, земельные комитеты, упразднил республику и все революционные реформы. Отныне УНР превращалась в Украинскую державу с полумонархическим авторитарным правлением гетмана — верховного руководителя государства, армии и судебной власти в стране.
Скоропадский опирался в своей деятельности на старое чиновничество и офицерство, крупных землевладельцев (Украинская демократическо-хлеборобская партия и Союз земельных собственников) и буржуазию («Протофис» — Союз представителей промышленности, торговли, финансов, сельского хозяйства).
3 мая был сформирован кабинет министров во главе с премьером Ф. А. Лизогубом — крупным землевладельцем, председателем Полтавского губернского земства. Большинство министерских должностей заняли кадеты, которые поддержали гетманский режим.
К 10 мая были арестованы делегаты Второго всеукраинского крестьянского съезда, а сам съезд был разогнан. Оставшиеся на свободе делегаты призвали крестьян к борьбе против Скоропадского. Первая всеукраинская конференция профсоюзов также вынесла резолюцию против гетмана.
Социалистические партии Украины отказались сотрудничать с новым режимом. После того, как украинский эсер Дмитрий Дорошенко согласился занять пост министра иностранных дел, в газете «Новая Рада» появилось сообщение об исключении его из партии. Гетман запретил созыв партийных съездов УСДРП и УПСР, но они тайно собрались и вынесли антигетманские резолюции. Центром легальной оппозиции гетманскому режиму стали земства.
Май 1918 года был отмечен началом крестьянской войны, вскоре охватившей всю территорию Украины. 3 июня по призыву украинских эсеров вспыхнуло восстание в Звенигородском и Таращанском уездах Киевской губернии. В августе — сентябре германским и гетманским войскам с трудом удалось подавить Звенигородско-Таращанское восстание, но оно перекинулось на новые регионы — Полтавщину, Черниговщину, Екатеринославщину и в Северную Таврию.
В конце мая был сформирован центр легальной оппозиции гетманской власти — Украинский национально-государственный союз (при участии Украинской демократическо-хлеборобской партии, Украинской партии социалистов-федералистов, Украинской партии социалистов-самостийников и Украинской трудовой партии), поначалу ограничивавшийся умеренной критикой режима и правительства, однако с августа, после присоединения к союзу левых социалистов и его переименования в Украинский национальный союз (УНС), эта организация начала превращаться во всё более радикальную.
С конца июня германское командование потребовало от гетмана проведения широких арестов оппозиции и агентов Антанты. 27 июля задержаниям и арестам подверглись бывшие члены Центральной рады Михаил Грушевский, Владимир Винниченко, Николай Порш, Семён Петлюра. 30 июля 1918 года в Киеве группой российских левых эсеров были убиты командующий группой немецких армий на Украине генерал-фельдмаршал фон Эйхгорн и его адъютант.

#### Экономика и социальная сфера
В экономике и социальной сфере правительством Скоропадского были отменены все социалистические преобразования: длительность рабочего дня на промышленных предприятиях была увеличена до 12 часов, стачки были запрещены.
Были созданы Государственный и Земельный банки, восстановлена работа железных дорог.
В промышленности сохранялись кризисные тенденции, проявившиеся в конце 1917 — начале 1918 года. Серьёзную угрозу представляло забастовочное движение, противостояние профсоюзов и организаций промышленников.

#### Аграрный вопрос
Был отменён земельный закон Центральной рады от 31 января 1918 года, созданы Земельные комиссии, в том числе Высшая Земельная комиссия под председательством Скоропадского (октябрь 1918 года) для разрешения земельных споров и разработки проекта земельной реформы.
Восстанавливалось крупное помещичье землевладение, было подтверждено право собственности крестьян на землю с выделением и продажей общинных земель, что должно было способствовать формированию широкого класса средних землевладельцев. В своих мемуарах Павел Петрович Скоропадский приводит целый ряд аспектов, которые очертили физические рамки аграрной реформы, например:
- 54 % украинских крестьян были середняками и владели от 3 до 10 десятинами земли.
- Безземельных или малоземельных крестьян (сельхозугодия менее 3 десятин) имелось около 40 % от всего крестьянства.
- Примитивные методы обработки земли, обусловленные спецификой землевладения (чересполосица), и общей культурно-образовательной отсталостью.
- Низкая урожайность: в 1908—1912 годах украинские селяне собирали с одной десятины 40—74 пуда пшеницы, а в то же время во Франции, Англии и Германии этот показатель достигал 105—185 пудов зерна.

Выводы и размышления Скоропадского, в которых он обосновывал свою запланированную аграрную реформу и связывал её с инвестиционным климатом и инфляционными процессами в стране:
...И здесь я считал, что не демагогическими приёмами левых партий и не стоя на точке зрения наших русских и польских панов, точке зрения, отрицающей всякую необходимость в какой бы то ни было уступке в аграрном вопросе, нужно идти, если хочешь действительно принести пользу народу, а только путём известного компромисса, в основание которого должны лечь следующие положения:
Передача всей земли, кроме сахарных плантаций, лесов, земли, необходимой для конских заводов и семенных хозяйств.
Передача за плату. Бесплатная передача не имеет в данном случае никаких серьёзных оснований и просто в высшей степени вредна.
Уплата селянских денег за покупаемую ими землю, наконец, заставит их пустить эти деньги в оборот, что значительно облегчит правительство, давая ему возможность значительно сократить печатание новых [денежных] знаков.

Передача земли не безземельным, а малоземельным селянам. В этом отношении нужно иметь в виду цель — государство, а не жалкую сентиментальность...
Сохранялась государственная хлебная монополия. Против неё был сам гетман Скоропадский, но, как он вспоминал, эту монополию ему навязали немцы. Значительная часть собранного крестьянами урожая подлежала реквизиции, был введён продналог (для выполнения обязательств Украины перед Германией и Австро-Венгрией по Брестскому миру).
Правительства Скоропадского делали ставку на восстановление крупных помещичьих и середняцких хозяйств, в чём были заинтересованы и немецко-австрийские оккупационные власти. Поддерживая гетмана, помещики заявляли, что мелкие крестьянские хозяйства не в состоянии обеспечить крупное товарное производство сельскохозяйственной продукции, как того требовали от Украины разорённые войной Германия и Австро-Венгрия. Последние, в свою очередь, не в состоянии были выполнить своих обязательств по поставке на Украину промышленных товаров и сельскохозяйственного инвентаря. Эти обстоятельства до предела обострили и без того напряжённую политическую и социально-экономическую ситуацию в украинском обществе, а репрессивные действия гетманских карательных отрядов провоцировали население на вооружённое сопротивление.

#### Военная политика

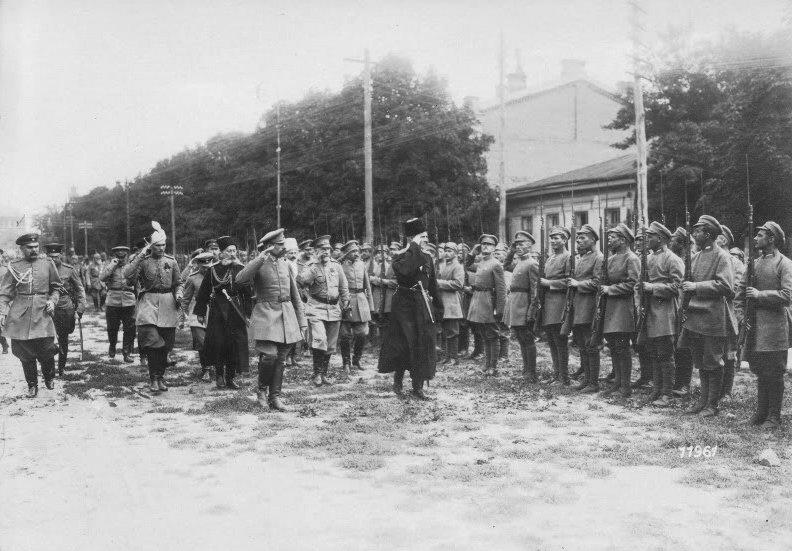
Гетман Скоропадский проводит смотр
1-й казацкой стрелковой дивизии, 1918 год

24 июля 1918 года Рада министров Украинской державы приняла закон о всеобщей воинской повинности и утвердила план организации армии, подготовленный Генеральным штабом. Численность армии мирного времени планировалось довести до более чем 300 тысяч, при этом фактическая численность вооружённых сил в ноябре 1918 года составляла около 60 тысяч. Пехотные и кавалерийские полки армии Украинской державы были кадрированными (за исключением Отдельной Сердюкской дивизии) и представляли собой переименованные полки бывшей Русской императорской армии, дислоцировавшиеся до 1914 года на Украине и «украинизированные» в 1917 году, ¾ которых возглавлялись прежними командирами. Все должности в армии гетмана занимали русские офицеры и генералы ликвидированной большевиками Революционной армии свободной России (бывшей Русской императорской армии). Часть из них была украинцами, многие — уроженцами Украины или служившими здесь, но не украинцами по национальности.
На Украине, с разрешения властей, активно формировались и действовали русские добровольческие организации, выступавшие против большевиков, но «за единую и неделимую Россию». К лету 1918 года Украина и особенно Киев представляли собой некий «островок стабильности» и стали центром притяжения для всех спасающихся от большевиков из Петрограда, Москвы и других регионов Российской империи.

#### Национально-культурная политика

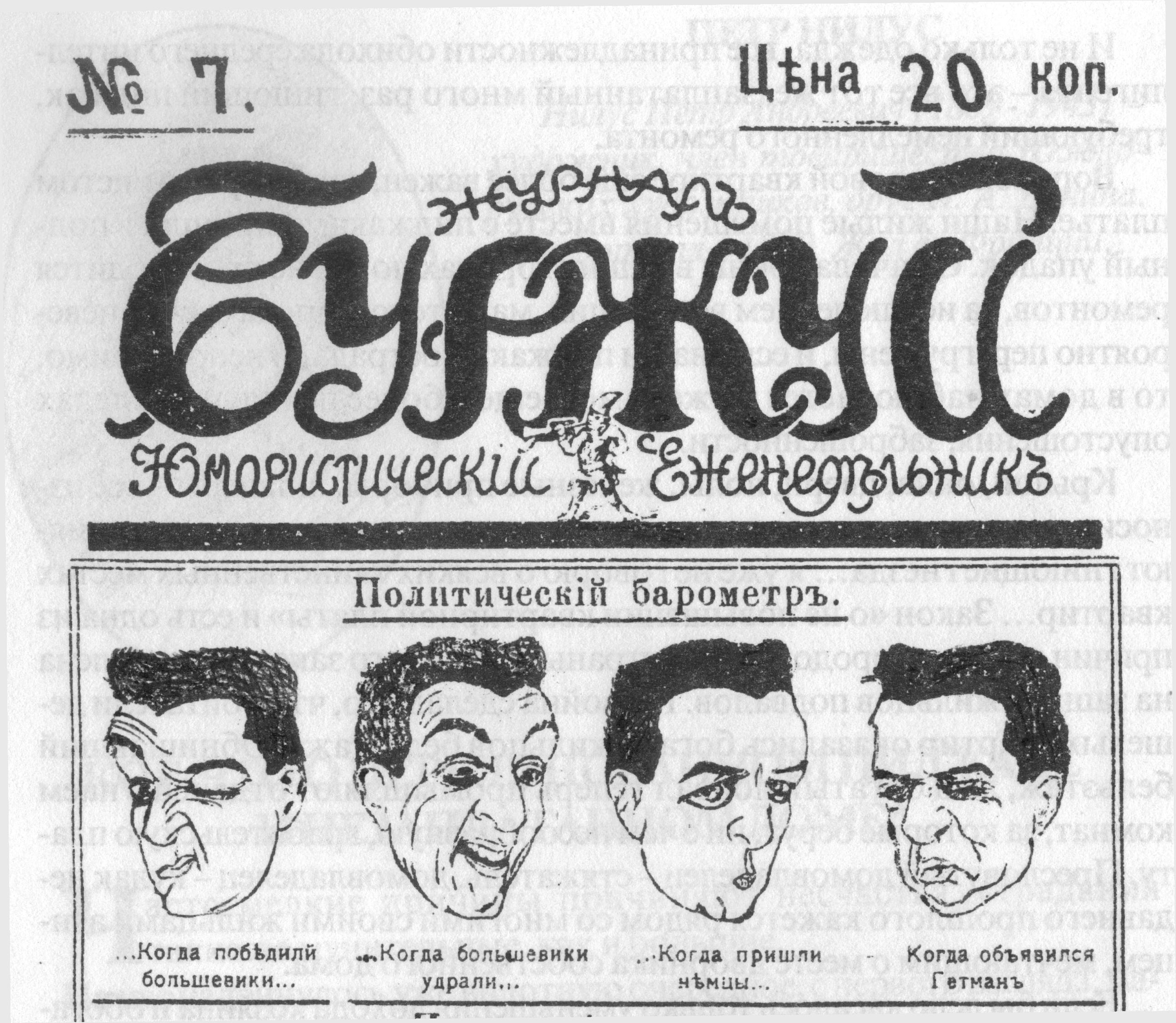
Карикатура: выражение (крайнее справа) лица одессита после прихода к власти П. Скоропадского. Май 1918 г.

При Скоропадском на Украине проводилась политика мягкой поддержки украинского национально-культурного возрождения: открытие новых украинских гимназий, введение украинского языка, украинской истории и украинской географии как обязательных предметов в школе. Были созданы украинские государственные университеты в Киеве и Каменец-Подольском, историко-филологический факультет в Полтаве, Государственный украинский архив, Национальная галерея искусств, Украинский исторический музей, Национальная библиотека Украинской державы, Украинский театр драмы и оперы, Украинская государственная капелла, Украинский симфонический оркестр, Украинская академия наук.
В отношении русскоязычного населения Скоропадским, ещё перед переворотом, был выдвинут программный тезис:

украинизация обрусевших слоёв, которая возможна только путём медленного привлечения их к государственной и культурной работе, избегая всяких эксцессов шовинизма.

#### Поражение гетманского режима
Осенью 1918 года, в связи с явным приближением поражения Центральных держав в войне, Скоропадский начал лавировать и искать пути к сохранению власти и налаживанию союза с Антантой. Гетман пригласил Национальный союз на переговоры по формированию нового правительства «национального доверия». 24 октября был окончательно сформирован новый кабинет министров, в котором Национальный союз, однако, получил лишь четыре портфеля и заявил, что останется в оппозиции к режиму гетманской власти.
14 ноября 1918 года, через несколько дней после известия о Компьенском перемирии, гетман Скоропадский подписал «Грамоту» — манифест, в котором он заявил, что будет отстаивать «давнее могущество и силу Всероссийской державы», и призвал к строительству Всероссийской федерации Украинской державы с будущей небольшевистской Россией как первого шага к воссозданию великой России. Манифест означал крах всех усилий украинского национального движения по созданию самостоятельной украинской государственности. Этот документ окончательно оттолкнул от гетмана бо́льшую часть украинских федералистов, украинских военных и интеллигенции. На стороне гетмана фактически осталось только русское офицерство. На Украине развернулось антигетманское восстание под руководством Директории УНР. В течение месяца под командованием Семёна Петлюры режим гетманской власти был свергнут повстанцами и перешедшими на сторону Директории гетманскими войсками. 14 декабря 1918 года Скоропадский подписал манифест об отречении от власти и эмигрировал из Киева вместе с уходящими германскими войсками (что достаточно подробно описано в романе «Белая гвардия»).

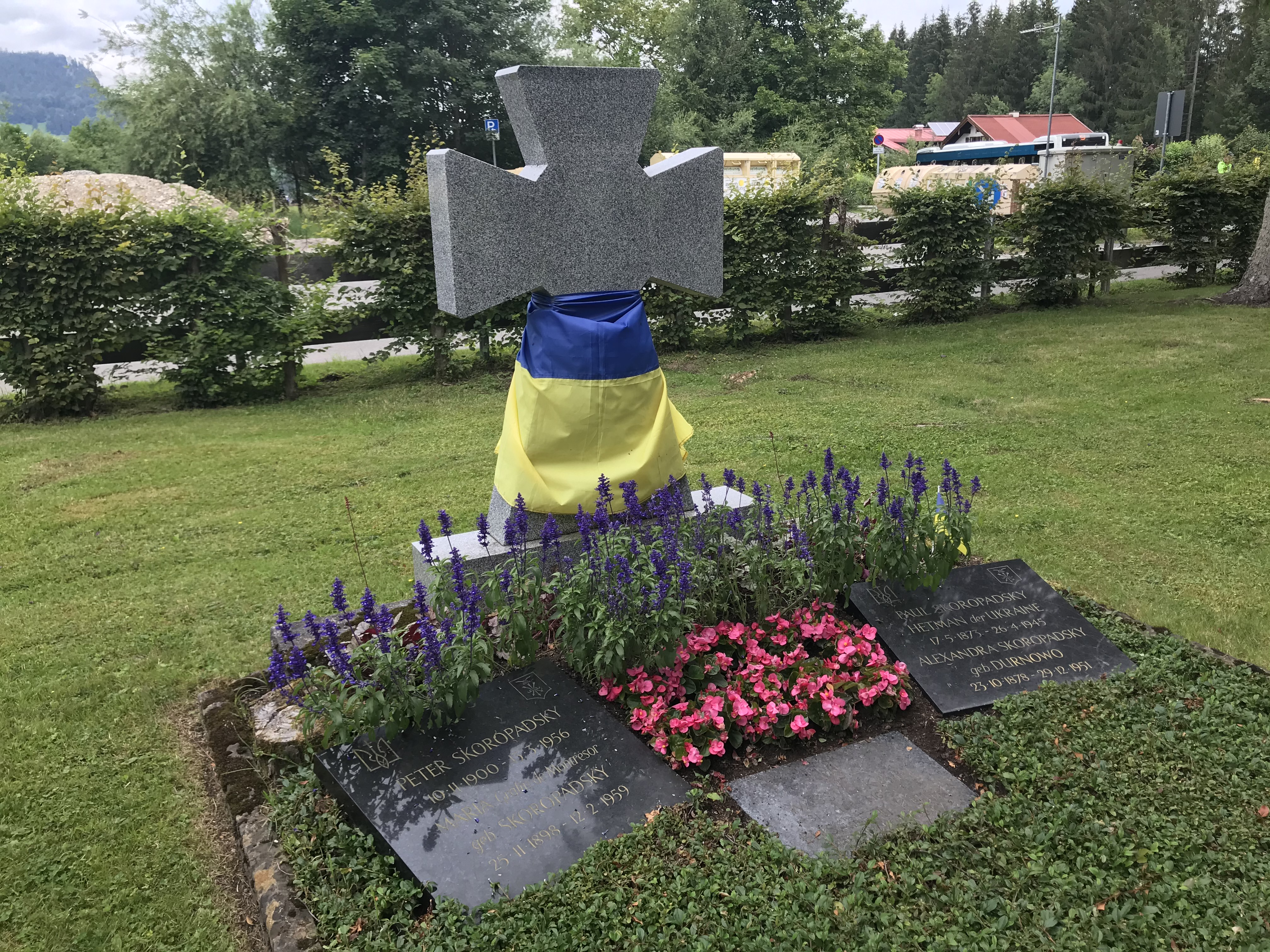
Могила Скоропадских (Павла Петровича, Александры Петровны, их сына Петра, дочерей Марии и Елизаветы) в Оберстдорфе, Германия (июль 2020 года)

### Дальнейшая судьба
Жил в Германии как частное лицо по адресу Берлин-Ванзее, Альзенштрассе, 17. Немецкие власти назначили ему пенсию в 10 тысяч марок в год и в 1926—1927 годах выделили 45 тысяч марок на покрытие его долгов.
Выступал за «народную трудовую монархию». Сотрудничал с нацистским режимом. Основал журнал «Нація в поході», который выходил в Берлине в 1939—1941 годах. В апреле 1945 года, в ходе эвакуации, был смертельно контужен в результате бомбардировки англо-американской авиацией станции Платлинг близ Регенсбурга. Скончался через несколько дней в больнице Меттенского монастыря и был там похоронен, затем перезахоронен в Оберстдорфе (Бавария).

## Сочинения
- Скоропадский П. П. Воспоминания. Конец 1917 — декабрь 1918 =  (укр.) Павло Скоропадський. Спогади. Кінець 1917 — грудень 1918 / Главный редактор Я. Пеленский. — Киев: АТ Книга, 1995. — 495 с. — ISBN 5-7702-0845-7.

## Награды
- Орден Святого Станислава 3-й степени (ВП от 06.12.1899)[26]
- Орден Святой Анны 3-й степени с мечами и бантом (утв. ВП 29.10.1904)
- Орден Святого Станислава 2-й степени с мечами (1904; утв. ВП 05.06.1905)
- Орден Святой Анны 4-й степени с надписью «За храбрость» (1904; утв. ВП 22.06.1905)
- Орден Святой Анны 2-й степени с мечами (1905; утв. ВП 17.12.1906)
- Орден Святого Владимира 4-й степени с мечами и бантом (1905; утв. ВП 17.06.1907)
- Золотое оружие с надписью «За храбрость» (1905; утв. ВП 20.06.1907)
- Назначение флигель-адъютантом к Его Императорскому Величеству (2-е Дополнение к ВП 09.12.1905)
- Высочайшее благоволение «за отличное окончание курса Офицерской кавалерийской школы в 1908 году» (ВП 20.05.1909)
- Орден Святого Владимира 3-й степени (3-е Дополнение к ВП 27.06.1909)
- Чин генерал-майора с зачислением в Свиту Его Императорского Величества (ВП 25.03.1912, со старшинством с 06.12.1912)
- Орден Святого Георгия 4-й степени (ВП 13.10.1914)
- Орден Святого Станислава 1-й степени с мечами (ВП 21.04.1915, стр. 10)
- Орден Святой Анны 1-й степени с мечами (ВП 21.04.1915, стр. 10)
- Мечи к ордену Святого Владимира 3-й степени (ВП 20.05.1915)
- Орден Святого Владимира 2-й степени с мечами (ВП 24.06.1915)

медали:
- «В память царствования императора Александра III» (1896)
- «В память коронации Императора Николая II» (1896)
- «В память русско-японской войны» (1906)
- «В память 200-летия Полтавской битвы» (1909)
- «В память 100-летия Отечественной войны 1812 года» (1912)
- «В память 300-летия царствования Дома Романовых» (1913)

Иностранные награды:
- Австрийский орден Франца Иосифа, кавалерский крест (1895)
- Румынский орден Короны, офицерский крест (1899)
- Французский орден Почётного Легиона, кавалерский крест (1903)
- Итальянский орден Короны, офицерский крест (1903)
- Итальянский орден Святых Маврикия и Лазаря, офицерский крест (1907)
- Греческий орден Спасителя, командорский крест (1908)
- Болгарский орден «За военные заслуги» 3-й степени (1909)
- Прусский орден Красного Орла, — кавалер Большого креста (сентябрь 1918)

## Семья

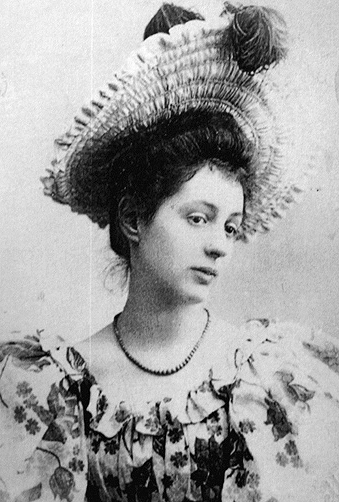
Александра Петровна, жена

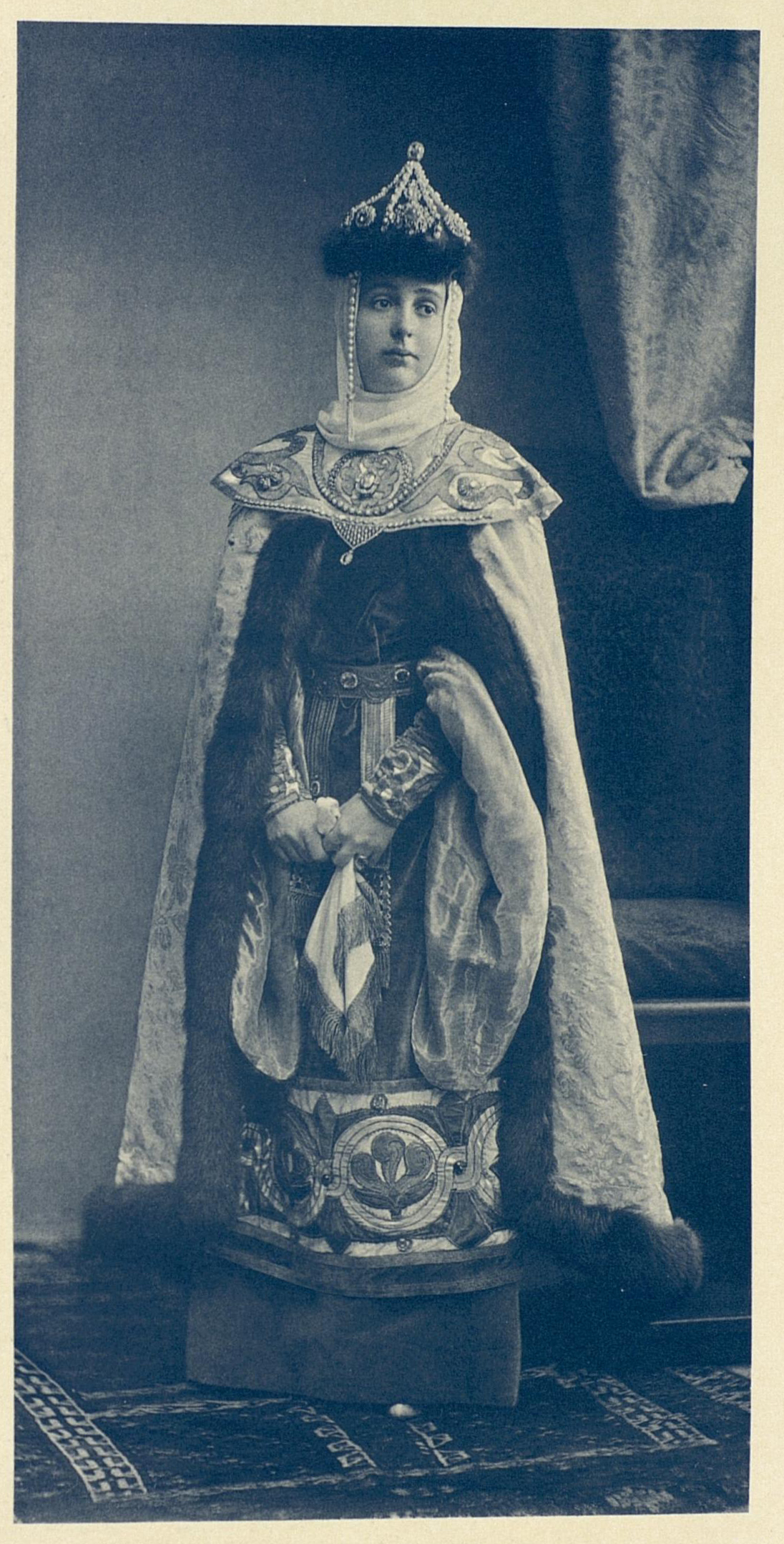
А. П. Скоропадская на Костюмированном балу 1903 г.

- Жена (с 11 января 1897 года) — Александра Петровна Дурново (1878—1951), фрейлина двора, дочь генерала от инфантерии П. П. Дурново. Её отец долго не хотел слышать о браке своей дочери со Скоропадским, подозревая, что последний хочет жениться по расчёту. Так и не дождавшись отцовского благословения, Александра Петровна обвенчалась со своим возлюбленным. Будучи богатой наследницей, она коллекционировала дорогостоящий фарфор и владела наиболее полной коллекцией русского фарфора знаменитого завода Миклашевского. Состояла попечительницей дешёвых квартир и приюта Общества для пособия бедным женщинам в Петербурге. После революции жила с семьёй в Германии, где написала книгу, посвящённую генеалогии родов Скоропадских и Дурново. Умерла в 1951 году и была похоронена рядом с мужем.
 В браке имела 6 детей:
  - Мария (1898—1959), замужем за графом Адамом Иосифовичем Монтрезором (1888—1939).
  - Елизавета (1899—1976), в замужестве Кужим.
  - Пётр (1900—1956), был психически болен, страдал эпилепсией.
  - Даниил (1904—1957), гетманич, продолжал дело отца в эмиграции.
  - Павел (1915—1918)
  - Елена (1919—2014), в первом браке Хиндер; во втором — Отт; скончалась в Швейцарии.

## Скоропадский в художественной литературе
- Юлиан Семёнов. «Третья карта».
- Михаил Булгаков. «Дни Турбиных», «Белая гвардия».
- Константин Паустовский. «Начало неведомого века».
- Комикс «Воля»[28].
- Владимир Беляев «Старая крепость»

## Скоропадский в кинематографе
- В советском кинофильме «Дни Турбиных» (1976) Скоропадского сыграл Владимир Самойлов.
- В российском телесериале «Белая гвардия» (2012) Скоропадского сыграл Сергей Шакуров.

## Память
- Именем Павла Скоропадского названы улицы во многих населённых пунктах Украины, в том числе в Киеве (улица Павла Скоропадского), Харькове, Виннице, Ровно, Бердичеве, Жашкове, Звенигородке и др.
- В память о Павле Скоропадском в Киеве открыты две мемориальные доски.

### Печатные
- Гай-Нижник П. Павло Скоропадський і Власний Штаб гетьмана всієї України: боротьба за владу і державність (укр.). — Киев: Крок, 2019. — 626 с. Архивировано 8 августа 2021 года.
- Горелик Вадим. Рожденный в Висбадене. // Журнал Neue Zeiten.
- Осташко Г. С., Федюк В. Л. Скоропадский Павел Петрович // Политические деятели России 1917: Биографический словарь / гл. ред. П. В. Волобуев. — М.: Большая Российская энциклопедия, 1993. — С. 291—293. — 432 с. — 25 000 экз. — ISBN 5-85270-137-8.
- Павел Петрович Скоропадский // Сборник биографий Кавалергардов. Т. 4 (1826—1908). — СПб., 1908. — С. 361—362.
- Пажи за 183 года (1711—1894). Биографии бывших пажей / Фрейман О. Р. — Фридрихсгамн, 1894. — С. 746.
- Пученков А. С. Киев в конце 1918 г.: падение режима гетмана П. П. Скоропадского. // Новейшая история России, № 2, 2011, с. 57-72.
- Страница 12 и Общий список офицерским чинам Русской императорской армии (составлен по 1-е января 1909 г.). — СПб.: Военная типография, 1909. — С. 145.
- Список полковникам по старшинству. Часть I, II и III. Составлен по 1-е ноября 1907 года. — СПб., Военная типография, — 1907. — С. 1171.
- Список генералам по старшинству (составлен по 15-е апреля 1914 года). — Петроград. Военная типография. — 1914.

### Электронные
- Диктатор трепетный и робкий. Воспоминания о гетмане П. П. Скоропадском.
- Камеристов Р. Украинская Держава. Мифы и правда о Павле Скоропадском. Focus.ua (29 апреля 2018). Дата обращения: 30 апреля 2018.
- П. П. Скоропадский на Украинских страницах (Воспоминания).
- Нерсесов Ю. Три жизни гетмана Скоропадского. Лента.Ру (2 мая 2015). — Объявляя себя то защитником Украины, то сторонником единой России, гетман оказался не нужен ни Москве, ни Киеву, ни Берлину. Дата обращения: 20 июля 2015.
- Фотографії могили родини Скоропадських у місті Оберстдорф у Німеччині // Фейсбук-допис Тетяни Осташко. — 2018. — 3 травня.  (укр.)